# Ротарь, Василий Яковлевич
Ротарь Василий Яковлевич (9 марта 1921 — 26 июня 1988) — Герой Социалистического Труда.

## Биография
Родился 9 марта 1921 года в селе Коболчин, в большой крестьянской семье Якова Ротаря, в которой было восемь детей: Ифтина, Фёдор, Василий, Прокофий, Иван, Пётр, Елена и Семён. В 1940 году, когда Северная Буковина и Хотинский уезд Бессарабии были присоединении к Украине, юноша отправился в Ростовскую область, где работал отбойником в шахте города Шахтинск. В начале Великой Отечественной войны вместе со своими коллегами- шахтёрами был мобилизован на фронт. У г. Керчь его сапёрная группа попала в плен и 17 месяцев пробыл в лагере военнопленных пока не удалось убежать. Летом 1942 года добрался до родного села, был оккупирован румынскими войсками. В марте 1944 года Сокирянский район был освобождён войсками Красной Армии и В. Я. Ротарь снова был мобилизован на фронт. Для рядового пулемётчика последний бой произошёл под Ригой 16 сентября 1944, где, получив 17 осколочных ранений, попал в госпиталь и только после Победы смог выбросить костыли.
Сразу же по возврату домой молодого фронтовика был избран секретарём комсомольской организации села Коболчин, затем рекомендуется в Сокирянский райком комсомола на должность инструктора. В 1948 году собрание колхозников избрали Василия Яковлевича заведующим хозяйством, а в феврале 1956 года стал председателем колхоза «Ленинский путь» и почти три десятка лет проработал на этой должности, сделав хозяйство одним из лучших в области. Колхоз несколько раз был участником Выставки достижений народного хозяйства (ВДНХ) в Москве. А В. Я. Ротарь 6 апреля 1966 удостоен звания Героя Социалистического Труда. Грамоту, золотую звезду Героя и орден Ленина ему вручила заместитель Председателя Президиума Верховного Совета СССР и Председатель Президиума Верховного Совета Узбекской ССР Ядгар Садыковна Насреддинова. Умер В. Я. Ротарь 26 июня 1988 года, похоронен в родном селе.

## Награды
- Почётная грамота Президиума Верховного Совета СССР.
- Золотая медаль «Серп и Молот» (1966).
- Орден Ленина (1966).
- Орден Ленина.
- Орден Трудового Красного Знамени.
- Золотая медаль ВДНХ.
- Знак «Отличник санитарной обороны СССР».
- Знак «Отличник здравоохранения СССР».